# نترات الكوبالت الثنائي
 نترات الكوبالت الثنائي  مركب كيميائي له الصيغة Co(NO3)2، ويكون على شكل مسحوق أحمر باهت وذلك في الشكل اللامائي منه، أما الشكل المائي Co(NO3)2·6H2O (سداسي الهيدرات) فهو عبارة عن بلورات حمراء.

## الخواص
- حالة أكسدة الكوبالت في هذا المركب +2.
- ينحل كلا الشكلين المائي واللا مائي بسكل جيد في الماء والإيثانول.

## التحضير
- يحضر مركب نترات الكوبالت الثنائي من تفاعل أكسيد الكوبالت الثنائي أو كربونات الكوبالت الثنائي مع حمض النتريك الممدد حسب المعادلة:

CoCO3 + 2HNO3 → Co(NO3)2 + H2O + CO2

## الاستخدامات
- يستخدم مركب نترات الكوبالت الثنائي لتحضير الخضاب.
- يستخدم لاستحصال فلز الكوبالت عالي النقاوة.